# ثنائي إيزوبروبيل أميد الليثيوم
ثنائي إيزوبروبيل أميد الليثيوم (يرمز له اختصاراً LDA) هو مركب ليثيوم عضوي له الصيغة C6H14LiN، والتي يمكن أن تكتب على الشكل CH3)2CH]2NLi)]، وهو ملح الليثيوم لمركب ثنائي إيزوبروبيل أمين.

## التحضير
يحضّر LDA من تفاعل ثنائي إيزوبروبيل أمين مع مركب من مركبات الليثيوم العضوية مثل فينيل الليثيوم ون-بوتيل الليثيوم.
كما يحضّر المركب من تفاعل فلز الليثيوم بشكل مباشر مع ثنائي إيزوبروبيل أمين في وسط من الستيرين.

## الخواص

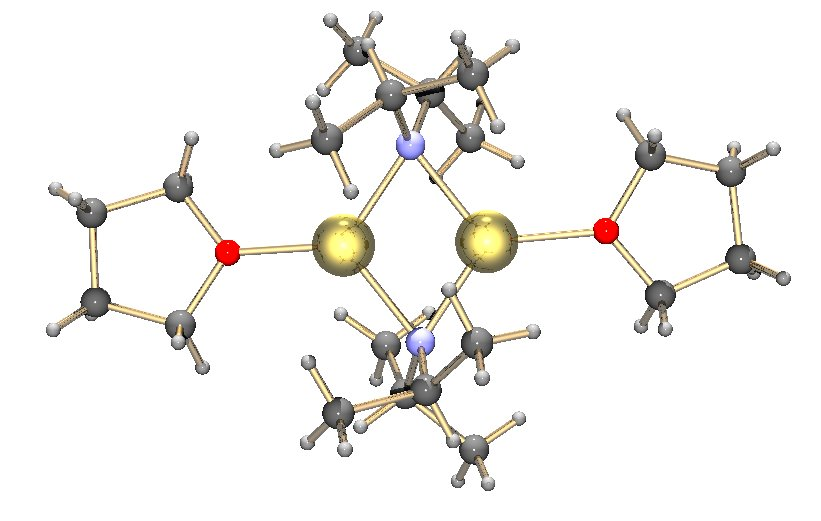
LDA على شكل ثنائي وحدات في THF

إن مركب ثنائي إيزوبروبيل أميد الليثيوم عبارة عن قاعدة قوية، لكن خواصه المحبة للنواة (النكليوفيلية) ضعيفة مقارنة مع مركبات عضوية أخرى لليثيوم وذلك نظراً للإعاقة الفراغية.
يباع LDA عادة كمحلول في ثنائي إيثيل الإيثر أو رباعي هيدرو الفوران، ويكون فيها المركب على شكل ثنائي وحدات.
إن مركب ثنائي إيزوبروبيل أميد الليثيوم تلقائي الاشتعال عندما يكون في حالته النقية.

## الاستخدامات
تبلغ قيمة ثابت تفكك الحمض pKa للحمض المرافق 36، بالتالي فإنه بالإمكان إجراء تفاعل مع المركبات الحاوية على CH ذات صفة حمضية في الموقع α مثل مجموعة الكربونيل بحيث تحصل عملية نزع بروتون وتنتج الإينولات الموافقة.  كما يمكنه نزع البروتون من الهيدروكربونات الهالوجينية وحتى من الإيثر الإينولي معطياً مزيجاً من نواتج الألكينات والألكاينات.